# هيرب هيرنغ
هيرب هيرنغ (بالإنجليزية: Herb Herring)‏ هو لاعب كرة قاعدة أمريكي، ولد في 22 يوليو 1891 في دانفيل في الولايات المتحدة، وتوفي في 22 أبريل 1964 في توسان في الولايات المتحدة.

## وصلات خارجية
- هيرب هيرنغ على موقعبيزبول رفرنس.كوم (الدوري الرئيسي) (الإنجليزية)